# Even in Exile
Even in Exile è il secondo album in studio da solista del cantante e chitarrista britannico James Dean Bradfield, noto come frontman del gruppo Manic Street Preachers, pubblicato nel 2020.

## Il disco
Si tratta di un concept album incentrato sulla vita del regista teatrale, attivista, poeta e cantautore cileno Víctor Jara, ucciso nel 1973. I testi dell'album sono stati scritti dal poeta britannico Patrick Jones, fratello di Nicky Wire dei Manic Street Preachers.

## Tracce
Testi di Patrick Jones, musiche di James Dean Bradfield, eccetto dove indicato.
1. Recuerda – 3:54
2. The Boy from the Plantation – 3:53
3. There'll Come a War – 4:38
4. Seeking the Room with the Three Windows – 4:05 (musica: Bradfield, Richard Beak, Loz Williams)
5. Thirty Thousand Milk Bottles – 4:34
6. Under the Mimosa Tree – 4:34 (musica: Bradfield, Gavin Fitzjohn)
7. From the Hands of Violeta – 5:26
8. Without Knowing the End (Joan's Song) – 3:11
9. La Partida – 4:05 (musica: Jara)
10. The Last Song – 5:16
11. Santiago Sunrise – 4:44